# Episodi di Hinterland (terza stagione)
La terza stagione della serie televisiva Hinterland, composta da 8 episodi, è stata trasmessa sul canale gallese S4C dal 30 ottobre al 18 dicembre 2016.
In Italia, la stagione è stata pubblicata interamente in 4 episodi da 90 minuti su Netflix il 1º agosto 2017. In chiaro, è andata in onda dal 27 settembre al 18 ottobre 2018 su Giallo.
| nº | Titolo originale                | Titolo italiano | Prima TV Galles  | Pubblicazione Italia |
| -- | ------------------------------- | --------------- | ---------------- | -------------------- |
| 1  | Aftermath - Part 1              | Episodio 1      | 30 ottobre 2016  | 1º agosto 2017       |
| 2  | Aftermath - Part 2              | Episodio 1      | 6 novembre 2016  | 1º agosto 2017       |
| 3  | A Poacher's Discovery - Part 1  | Episodio 2      | 13 novembre 2016 | 1º agosto 2017       |
| 4  | A Poacher's Discovery - Part 2  | Episodio 2      | 20 novembre 2016 | 1º agosto 2017       |
| 5  | Both Barrels - Part 1           | Episodio 3      | 27 novembre 2016 | 1º agosto 2017       |
| 6  | Both Barrels - Part 2           | Episodio 3      | 4 dicembre 2016  | 1º agosto 2017       |
| 7  | Return to Pontarfynach - Part 1 | Episodio 4      | 11 dicembre 2016 | 1º agosto 2017       |
| 8  | Return to Pontarfynach - Part 2 | Episodio 4      | 18 dicembre 2016 | 1º agosto 2017       |